# Veldfles

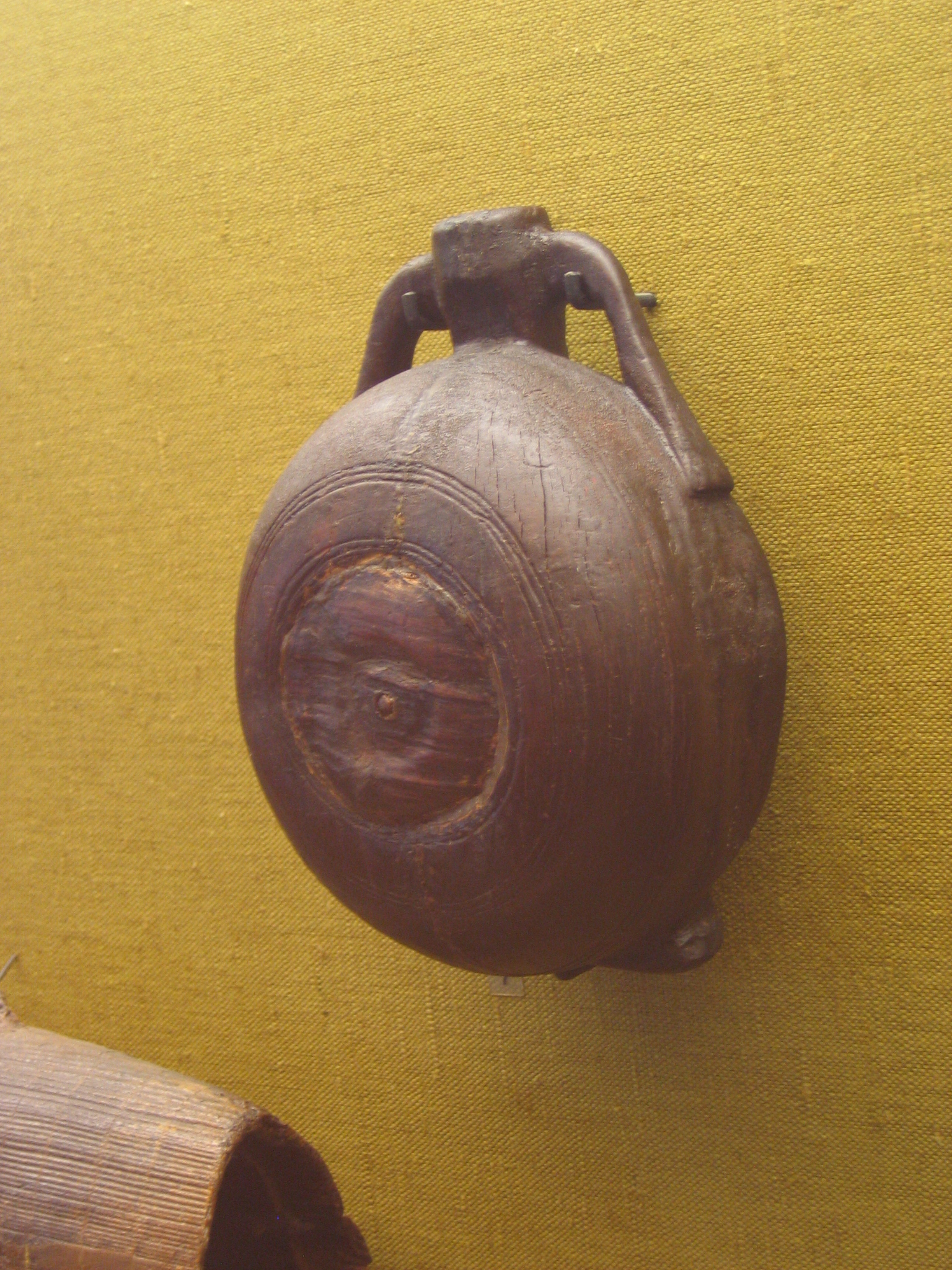
Houten veldfles box Oberflacht
(7e eeuw), Landesmuseum Württemberg in Stuttgart

Een veldfles is een plastic, metalen of leren fles om drank in mee te voeren. Deze wordt vooral gebruikt door het leger, door jeugdbewegingen zoals bij scouting, wanneer ze marcheren of in het veld zijn, en door bergwandelaars.
Historische bronnen vermelden dat de veldfles in de 9e eeuw al werd gebruikt door pelgrims die meededen in de pelgrimage naar Santiago de Compostella. Zij droegen een leren veldfles boven een zwarte mantel, aan een gordel, naast hun scarpe (broodzak).

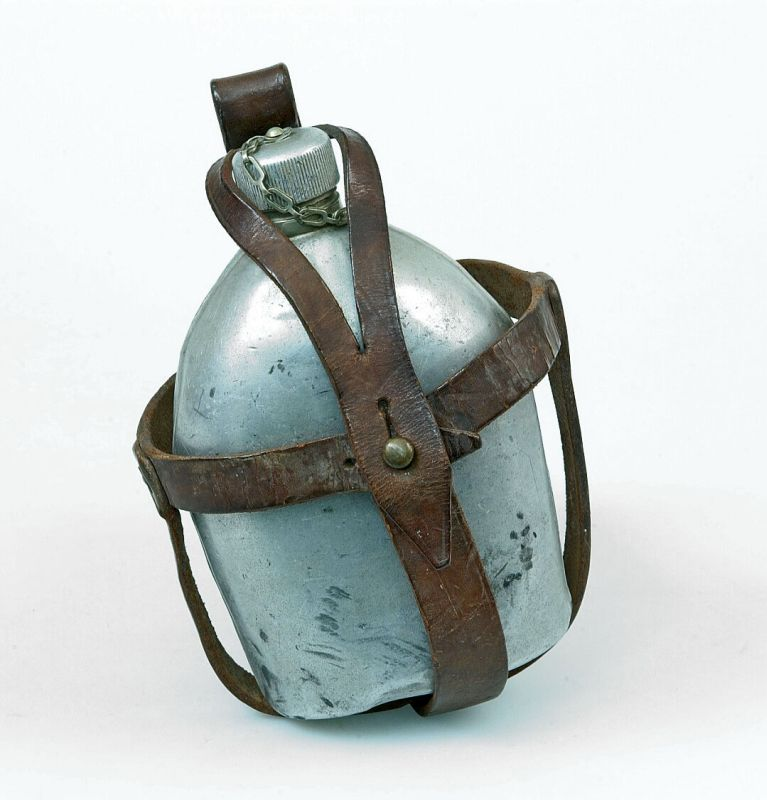
Tinnen veldfles
Wereldmuseum Amsterdam